# Airaphilus
Airaphilus is een geslacht van kevers uit de familie spitshalskevers (Silvanidae).

## Soorten
- A. abeillei (Grouvelle, 1889)
- A. abnormis (Grouvelle, 1912)
- A. andrewesi (Grouvelle, 1908)
- A. arcadius (Reitter, 1884)
- A. calabricus (Obenberger, 1914)
- A. carpetanus (Heyden, 1870)
- A. corsicus (Grouvelle, 1874)
- A. chotanicus (Semenov, 1898)
- A. depressus (Reitter, 1889)
- A. doramas (Wurst & Lange, 1996)
- A. elongatus (Gyllenhaal, 1813)
- A. fallax (Grouvelle, 1877)
- A. ferrugineus (Kraatz, 1862)
- A. filiformis (Rosenhauer, 1856)
- A. grouvellei (Reitter, 1879)
- A. hellenicus (Obenberger, 1917)
- A. hirtulus (Reitter, 1884)
- A. kaszabi (Ratti, 1971)
- A. madagascariensis (Grouvelle, 1912)
- A. martini (Grouvelle, 1895)
- A. montisatri (Peyerimhoff, 1931)
- A. nasutus (Chevrolat, 1860)
- A. natavidadei (Peyerimhoff, 1937)
- A. nubigena (Wollaston, 1863)
- A. paganettii (Obenberger, 1918)
- A. perangustus (Lindberg, 1943)
- A. peyerimhoffi (Cobos, 1950)
- A. raffrayi (Grouvelle, 1912)
- A. seabrai (Luna de Carvalho, 1951)
- A. semenowi (Reitter, 1901)
- A. seminiger (Grouvelle, 1877)
- A. serricollis (Reitter, 1878)
- A. siculus (Reitter, 1879)
- A. simoni (Grouvelle, 1895)
- A. subferrugineus (Reitter, 1884)
- A. syriacus (Grouvelle, 1874)
- A. vaulogeri (Grouvelle, 1912)